# Distretto di Balrampur
Balrampur è un distretto dell'India di 1 684 567 abitanti. Capoluogo del distretto è Balrampur.